# 師奶唔易做
《師奶唔易做》是一部2006年劉德華投资的香港电影。李公乐导演，田蕊妮和雪梨主演。"师奶"一词是指典型的家庭主妇。

## 剧情简介
讲述几位家庭主妇力排丈夫反对的声音，共同加入学习性感的肚皮舞从而重拾自我的故事。

## 演员表
| 演員   | 角色                                   |
| 田蕊妮 | 黃太，失业妇人，与丈夫有四个女儿       |
| 雪梨   | 李太，有一个儿子                       |
| 董敏莉 | Cherry，未婚妈妈                       |
| 覃恩美 | 陳太，有一个女儿，丈夫在外面有婚外情   |
| 林家棟 | 黃生，黃太的老公                       |
| 汤镇业 | 李生，李太的老公                       |
| 林子聰 | 肥仔忠，Cherry的前男友，两人有一个儿子 |
| 薛立賢 | 李學良                                 |
| 劉海儀 | 黃家大女                               |
| 陳小慧 | 黃家二女                               |
| 陳靖琳 | 黃家三女                               |
| 陈诗慧 | 黃家四女                               |
| 張頴康 | Ken                                    |
| 劉德華 | 餐廳老闆                               |
| 黎偉明 | 李生朋友                               |

## 创作
李公乐在谈起拍摄本片的缘由时说：“有次和朋友茶聚，他介绍位肚皮舞老师给我认识，说老实话，这位老师不是美女，但很奇怪，她一跳起肚皮舞，立即光芒四射，后来我去看肚皮舞班上课，学生高矮肥瘦甚么人都有。一班骤看很普通的人，随音乐起舞，便像有团光发放似的，我觉得这种光是来自她们的自信，于是想出这个故事。”他表示本片的主旨是讲述人们如何在生活中寻找出路的。

## 獎項
| 頒獎典禮             | 獎項       | 名單   | 結果 |
| -------------------- | ---------- | ------ | ---- |
| 第43屆金馬獎         | 最佳女配角 | 覃恩美 | 提名 |
| 第26屆香港電影金像獎 | 最佳女配角 | 田蕊妮 | 提名 |